# W.S. Van Dyke
Woodbridge Strong Van Dyke II (ur. 21 marca 1889 w San Diego, zm. 5 lutego 1943 w Los Angeles) – amerykański reżyser filmowy i scenarzysta; dwukrotnie nominowany do Oscara za reżyserię filmów W pogoni za cieniem (1934) i San Francisco (1936).
Karierę rozpoczynał jako asystent reżysera Davida W. Griffitha przy filmie Nietolerancja (1916). Jako samodzielny reżyser zadebiutował rok później. Był wszechstronnym twórcą, realizował zarówno: dramaty, komedie, westerny, filmy przygodowe jak i musicale. Miał stałą grupę „swoich” aktorów, z którymi najchętniej współpracował. Gwiazdami jego filmów byli często: Jeanette MacDonald, Nelson Eddy, Myrna Loy, Robert Taylor, William Powell, Clark Gable czy Joan Crawford.

## Życie prywatne
Przez lata zmagał się z chorobą serca, a w ostatnim okresie życia cierpiał również na raka. Stan swojego zdrowia ukrywał praktycznie do końca. Nie mogąc znieść bólu popełnił samobójstwo w swoim domu w Los Angeles.

## Filmografia
- Kalifornia (1927)
- Białe cienie (1928)
- Nenita, kwiat Hawany (1931)
- Trader Horn (1931)
- Człowiek-małpa (1932)
- Eskimo (1933)
- Mężowie do wyboru (1934)
- Wielki gracz (1934)
- W pogoni za cieniem (1934)
- Kapryśna Marietta (1935; reż. wspólnie z Robertem Z. Leonardem)
- Zaczęło się od pocałunku (1935)
- Dzieci ulicy (1936)
- Nie ufaj mężczyźnie (1936)
- Od wtorku do czwartku (1936)
- Rose Marie (1936)
- San Francisco (1936)
- Po wielkiej wojnie (1937)
- Panowie do towarzystwa (1937)
- Zakochani (1938)
- Maria Antonina (1938)
- Sprawa dla detektywa (1939)
- Wstań i walcz (1939)
- Ten cudowny świat (1939)
- Nów (1940; reż. wspólnie z Robertem Z. Leonardem)
- Rage in Heaven (1941)
- Cień zbrodni (1941)
- Kair (1942)